# Тисов, Лев Николаевич
Лев Никола́евич Ти́сов (30 сентября (13 октября) 1913, город Орёл, Орловская Губерния, Российская Империя — неизвестно) — советский учёный-геолог, писатель — автор приключенческого жанра и популяризатор науки.

## Биография
Родился в Орле в молодой семье студента Николая Александровича Тисова (1890—1930-е) и его жены Екатерины Николаевны (1892—1973). Отец — представитель старинной купеческой фамилии, первые упоминания о которой в городе относятся к 1777 году, окончил в 1909 году 1-ю Орловскую гимназию и учился на естественнонаучном отделении физико-математического факультета Московского Императорского университета. Мать, дочь мелкого чиновника титулярного советника Николая Николаевича Виноградского, незадолго до свадьбы окончила с отличием одну из орловских женских гимназий. Через год после рождения Льва началась Первая мировая война и отца мобилизовали. Екатерина Николаевна воспользовалась этим и реализовала свою давнюю мечту — бросив годовалого сына на родственников мужа, она уехала в Москву, чтобы стать писательницей или театральной актрисой. Демобилизовавшись, отец вернулся в родной город и работал юрисконсультом завода № 39. В 1930-е годы был репрессирован и погиб.
В 1944 году, в самом начале выполнения атомного проекта, СССР потребовались собственные источники урана и других радиоактивных элементов. Стало ясно, что поиски нового типа полезных ископаемых требуют масштабных геологосъёмочных мероприятий, которые вскоре развернулись в необозримых и часто абсолютно пустынных пространствах Севера. Параллельно с геологическим наблюдениями велась радиометрическая съёмка — в состав каждой партии входил радиометрист с оборудованием для обнаружения радиоактивного сырья. В конце 1940-х годов Лев Николаевич Тисов участововал в разведке руд урана и других радиоактивных элементов в Заполярье (Чукотский автономный округ, Ненецкий автономный округ; Эвенкийский район, Красноярский край) в тресте «Арктикразведка».
В 1959 году Тисов работал инженером-геологом в институте Гипрогазтоппром Комитета по химии при Совете Министров СССР.

### Отношения с матерью
До своего совершеннолетия Лев Николаевич жил в Орле с отцом. Позднее, когда он сам перебрался в Москву, их отношения с матерью так и не стали близкими. Ей как кинодраматургу к тому времени удалось снискать всесоюзную известность под своей девичьей фамилией — Катерина Виноградская и обзавестись новой семьёй. Поэтому она не стремилась афишировать наличие у себя взрослого сына. Лев Николаевич в переписке с горькой иронией обращался к ней: «моя незаконная мать».
Сложные взаимоотношения Виноградской с сыном нашли отражение в посвящённой ей повести «Почём килограмм славы» Виктории Токаревой, которая была студенткой Катерины Николаевны на сценарном факультете ВГИК в 1962—1967 годах и дружила с ней. Автор вспоминает случайную встречу в тот период в гостях у мастера с «тридцатилетней красавицей» Натальей. Та сообщает, что театральный педагог доводится ей бабушкой и уходит. Таким образом, Токарева догадывается, что Катерина скрывает свой истинный возраст и на самом деле, как минимум, на 10 лет старше, чем «по паспорту»:

Если внучке тридцать, то родителям самое малое — пятьдесят, значит, бабке — семьдесят по самым грубым подсчетам.— 
 После этого у них завязывается доверительный разговор, в котором Виноградская признаётся, что у неё был единственный сын, которого она никогда не любила, так как родила его от нелюбимого человека. Более того, в зрелые годы он разрушил семью Катерины с любимым мужчиной, который был младше неё на 24 года, — напоил его и «увёл к девкам». Та возненавидела сына за это и так и не смогла его простить. К моменту повествования Виноградская считала сына пропавшим без вести — якобы он поехал в Сухуми и исчез. Розыски результатов не дали, хотя его машину удалось обнаружить с вертолёта на дне моря. Кроме того, она сообщила, что не поддерживает отношения с невесткой, поскольку для неё «духовное родство» важнее родственных чувств.

## Творчество

### Научные публикации
В 1960-х годах Лев Николаевич активно сотрудничал с научно-популярным журналом «Знание — сила», тиражи которого к 1967 году достигли рекордных 700 000 экземпляров. Из под его пера в журнале вышел целый ряд статей о геологии: «Оружие геологов», «Газ Бухары», «Алмазы под Воронежем?». Статья «Газ Бухары» входила в рекомендательный сборник литературы «За создание материально-технической базы коммунизма» изданный в 1963 году. А статья «Алмазы под Воронежом» упоминалась в издании «Геологическая литература СССР», изданном в 1973 году. В 1962 году в научно-популярной серии «Народный университет культуры» издательства «Знание» была напечатана его книга «Раскрываются тайные кладовые природы», посвящённая геофизической разведке и поиску полезных ископаемых. Кроме того, он активно занимался написанием рефератов. Так, например в справочно-информационное издании «Геологическая изученность СССР» за 1956 год им аннотированы 11, а в реферативном журнале «Геология» за 1965 год — 13 научных статей различных авторов.

### Художественная литература и публицистика
Свой путь в художественной литературе Лев Николаевич Тисов начал в конце 1930-х годов с отправки на конкурс издательства «Искусство» одноактной пьесы «Враг». После Великой Отечественной войны он стал писать в основном повести и рассказы, воспевающие трудную романтику полевых геологических исследований. В то время геологи были вооружены весьма примитивным полевым снаряжением, часто не имея никакого транспорта, без связи, без оружия, с весьма скудными запасами продовольствия, без необходимой обуви и одежды для защиты от холода, дождя и снега. Сотни килограммов образцов каменного материала они переносили в рюкзаках иногда за десятки километров от базы, вброд переходя холодные и бурные реки, ночуя в брезентовых палатках в худых спальных мешках — и всё это также приходилось нести на спине. Даже полевые дневники, куда при любой погоде записывали наблюдения, геологи часто на первых порах сшивали сами из школьных тетрадей. Главным методом работы в то время стал метод «исхаживания», когда выделенный партии участок (планшет) покрывался сетью пешеходных маршрутов. В ходе маршрута геологи фиксировали свои наблюдения на так называемых «точках» — участках, где геологическая ситуация резко изменялась: скальных выходов, обнажений рыхлых пород, в долинах рек, на морских обрывах и т. д..
Созданные как самостоятельно, так и в соавторстве с Юрием Нагибиным (с которым он был дружен), эти произведения издаются популярными массовыми журналами «Вокруг света» и «Огонёк» конца 1940-х — 1960-х годов. Их рассказ «Четунов, сын Четунова» опубликованный в «Огоньке» в 1955 году произвёл заметное впечатление на современников и был неоднократно упомянут у различных авторов. Так Аркадий Захарович Добровольский (1911—1969) писал по этому поводу Варламу Тихоновичу Шаламову, что читая такие произведения, ему кажется, что его собственные рассказы тоже могут быть допущены к печати. А известный литературовед Ромэн Гафанович Назиров считал «чудесный оптимистический рассказ Нагибина и Тисова» несомненным признаком «Возрождения»: 

Пишутся хорошие, честные вещи, правдиво рисующие жизнь, но их ещё мало.— 
Русский и американский философ Борис Парамонов в 2020 году вспоминал свои впечатления от нагибинского сборника конца 1950-х: 

 один рассказ, который мне безоговорочно понравился: «Четунов, сын Четунова» — о молодом наследнике, сыне знаменитого геолога, который в экспедиции хвастливо вызвался сделать нечто сверхординарное. И сделал, но по пути весь свой гонор растерял, а в конце, оставшись один в палатке, даже заплакал: слезами сверхнапряжение разрядилось. Помню, читал… вместе с товарищем-геологом, и он сказал, что детали геологической экспедиции очень точно выписаны, особенно насчет воды и как её пить надо в пустыне.— 
Наиболее крупным произведением Льва Николаевича Тисова стал приключенческий роман «Коллекция геолога Картье» 1963 года, написанный в соавторстве с Яковом Семёновичем Рыкачёвым (отчимом Нагибина) — книга разошлась тиражом в 65 000 экземпляров. Её выход в свет упомянут в библиографическом справочнике «Советская художественная литература и критика 1962—1963» (составитель — Николай Иванович Мацуев) и в разделе «Коротко о книгах» журнала «Новый мир».
Кроме того, произведения Льва Тисова издавались за рубежом. Например, в 1955 году берлинское издательство Verlag Kultur und Fortschritt включило повесть «Искатели» на немецком языке (Die Schatzkammer in den Teufelshöhlen с нем. — «Сокровищница в пещерах дьявола») в двух частях (в виде отдельных брошюр) в серию приключенческой и научно-фантастической литературы для юношества Kleine Jugendreihe. Эта серия выходила в ГДР в 1950—1965 годах и была весьма популярна — её тиражи выросли к 1955 году до 191 000 экземпляров каждой брошюры (с 90 000 в первый год издания) и были ограниченны только дефицитом бумаги. Ещё в 1954 году Нагибин и Тисов безуспешно пытались издать свой рассказ «Пустыня» в советских журналах «Знамя» и «Новый мир». Однако это произведение вышло двумя годами позже отдельной книгой на китайском языке в пекинском издательстве «Цэоцэн чубаньша», хотя Лев Николаевич соавтором в нём упомянут не был. Зато рассказ «Четунов, сын Четунова» в том же 1956 году был переведён на польский язык и издан отдельной книгой в издательстве Nasza Księgarnia в Варшаве, на этот раз, с указанием обоих соавторов. Рассказ упоминается в издании «Rocznik literacki», выпущенном в 1956 году в Варшаве.
Все три иностранные публикации совместных сочинений Тисова и Нагибина вошли в библиографический указатель издания Союза писателей СССР «Произведения советских писателей в переводах на иностранные языки» 1959 года. Кроме того, немецкое издание «Искателей» упоминает в 1982 году немецкий издатель и редактор Хайнц Дитер Чёртнер в библиографическом сборнике «35 лет международной литературы 1947—1981» (нем. 35 Jahre internationale Literatur 1947—1981. Eine bibliographische Zusammenstellung). А в 2003 году — известный библиофил и библиограф Вернер Швайкерт в своей книге «Русская литература и литература бывших советских республик в немецком переводе (1880—1965)» (нем. Die russische Literatur und die Literaturen der früheren Sowjetrepubliken in deutscher Übersetzung [1880—1965]).